# Beat the drum (album)
Beat the drum is het zesde muziekalbum van Pallas. Sinds dat EMI hun platencontract verbrak leefde Pallas een sluimerend bestaan. Dat bestond de band weer wel, dan weer niet, dan weer met zangen Lowson, vervolgens Alan Reed, toen weer Lowson en toen weer Reed. Uiteindelijk werd mede door steun van Nederlandse kant in de hoedanigheid van IO Pages Pallas weer aan de gang gekregen. Beat the drum werd nog niet uitgegeven door een regulier platenlabel, maar het album was (relatief) redelijk succesvol.  Het album is opgenomen in Crathes te Aberdeenshire.

## Musici
- Alan Reed – zang, gitaar, basgitaar
- Graeme Murray – basgitaar
- Niall Matthewson – gitaar
- Ronnie Brown – toetsinstrumenten, percussie
- Colin Frazer – slagwerk, percussie

In track 6 zijn elektronisch voortgebrachte doedelzakgeluiden te horen.

## Muziek
| Nr. | Titel                | Duur |
| --- | -------------------- | ---- |
| 1.  | Call to arms         | 6:26 |
| 2.  | Beat the drum        | 9:15 |
| 3.  | Hide and seek        | 4:40 |
| 4.  | Insomniac            | 7:40 |
| 5.  | All or nothing       | 4:50 |
| 6.  | Spirits              | 5:41 |
| 7.  | Man of principle     | 5:42 |
| 8.  | Ghosts               | 8:13 |
| 9.  | Blood and roses      | 4:49 |
| 10. | Wilderness years     | 5:59 |
| 11. | Fragments of the sun | 8:01 |